# Jüdischer Friedhof (Weilburg)

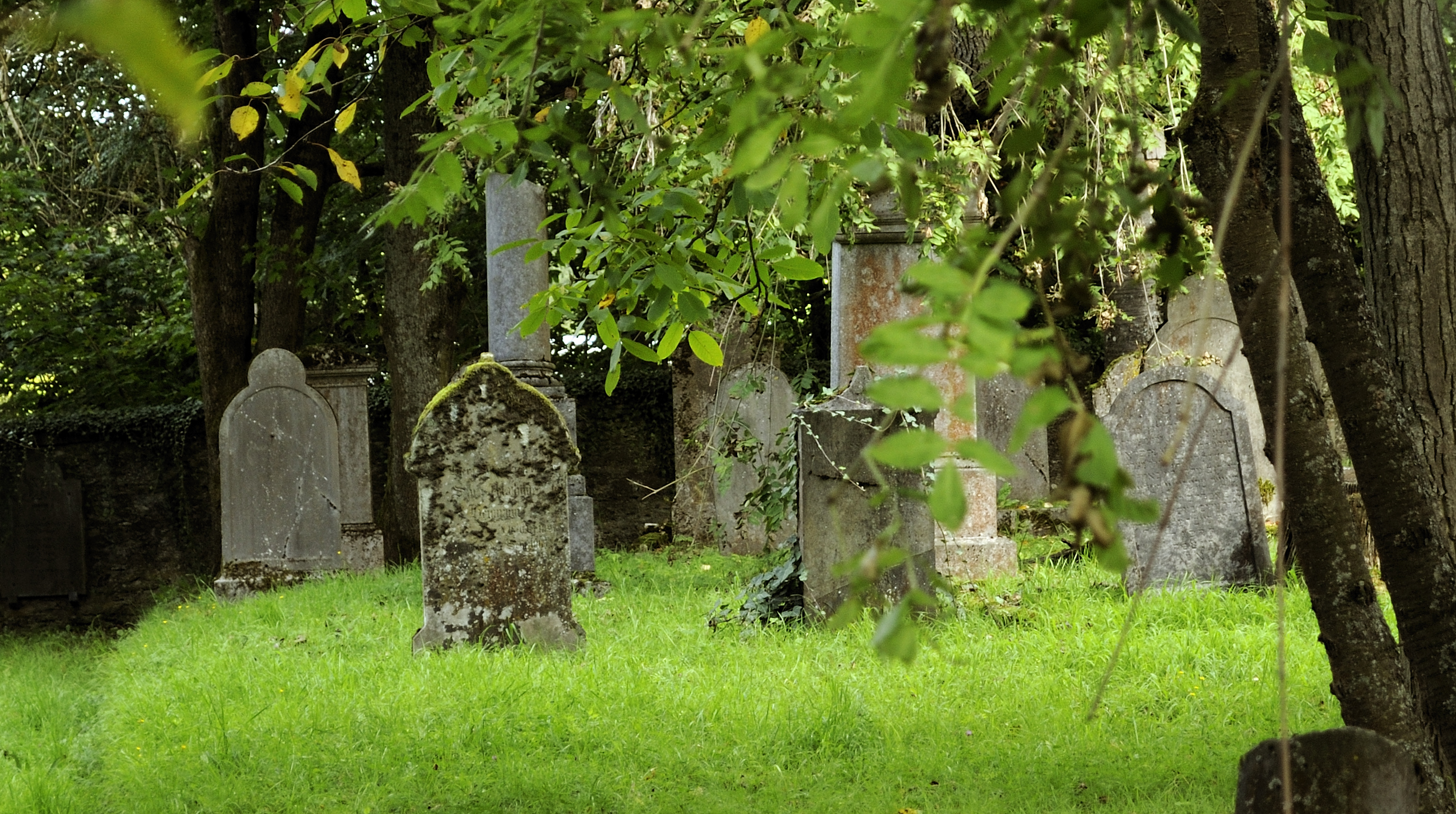
Ansicht des jüdischen Friedhofs

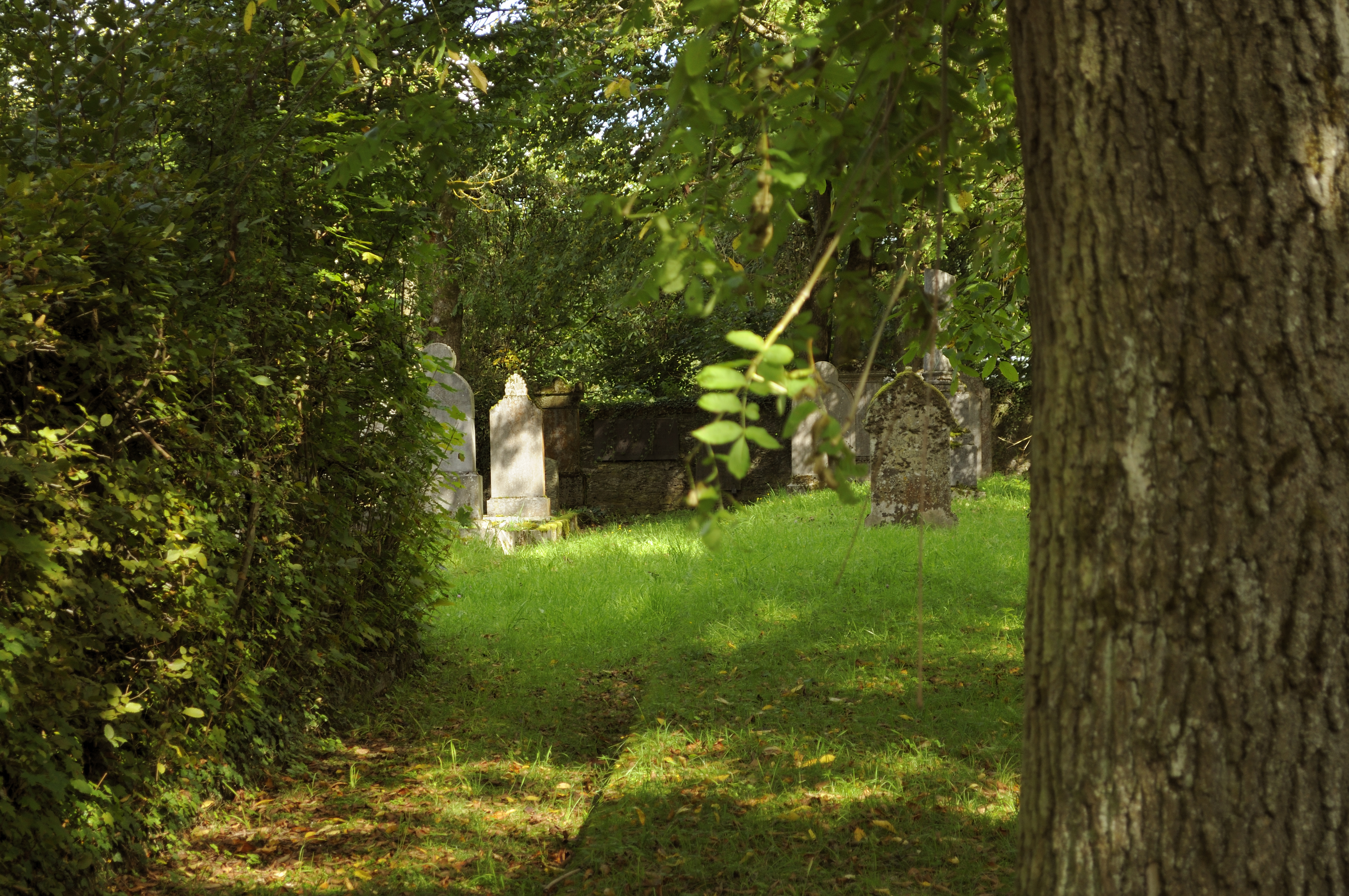
Ansicht des jüdischen Friedhofs

Der Jüdische Friedhof Weilburg ist ein jüdischer Friedhof in der Stadt Weilburg im Landkreis Limburg-Weilburg in Mittelhessen. Der Friedhof ist ein geschütztes Kulturdenkmal. Er befindet sich neben dem heutigen Gymnasium Philippinum.

## Geschichte
Der Friedhof diente den jüdischen Einwohnern von Weilburg und Waldhausen sowie zeitweise denen von Merenberg und Löhnberg als Begräbnisstätte. Juden sind in der Stadt seit dem Mittelalter nachweisbar. Sie bildeten seit dem 17. Jahrhundert eine jüdische Gemeinde die Synagoge, die Schule (Cheder) und das Badehaus (Mikwe).
Der Friedhof wurde 1751 als neuer jüdischer Friedhof angelegt. Der bis zu diesem Zeitpunkt genutzte Friedhof im Haingraben an der Stadtmauer war voll belegt. Der neue Friedhof wurde 1886 mit einer Mauer umgeben. Das letzte Begräbnis fand 1936 statt. Nach 1937 wurde ein noch freistehender Teil des Friedhofs verkauft. Zahlreiche Grabsteine wurden als Baumaterial verwendet.
Auf dem erhaltenen 12,40 Ar großen Friedhof befanden sich zwei- bis dreihundert Grabsteine (Mazewot). Über hundert sich noch erhalten. Auf dem Friedhof befindet sich ein Denkmal für die im Ersten Weltkrieg gefallenen jüdischen Weilburger Bürger sowie ein Denkmal zur Erinnerung an die jüdischen Einwohner der Stadt Weilburg, die Opfer nationalsozialistischer Verfolgung geworden sind.